# Aleurina ferruginea
Aleurina ferruginea är en svampart som först beskrevs av William Phillips, och fick sitt nu gällande namn av W.Y. Zhuang & Korf 1986. Aleurina ferruginea ingår i släktet Aleurina och familjen Pyronemataceae.   Inga underarter finns listade i Catalogue of Life.